# Una banda di matti in vacanza premio
Una banda di matti in vacanza premio è un film commedia brillante italiano del 1989 diretto da Ninì Grassia, che ha curato anche il soggetto e la sceneggiatura.
Quasi certamente il film è stato girato nel 1988 ed è uscito nei cinema nel 1989 (data indicata dalla casa di produzione), anche se il visto censura è del 1990 secondo i dati ufficiali pubblicati dall'ANICA..

## Trama
La scolaresca di un corso serale è composta tutta da alunni di una certa età, tipi poco normali e abbastanza discutibili: un ex-pugile, un operaio, un mercenario, un tranviere, una prostituta di nome Poppea e Serenella, una ragazza allampanata.
Tra gli alunni c'è anche un ragazzo ritardato, Carletto, il cui cranio misura la stessa circonferenza di Egidio Santovenere detto “il Barone Rosso”, al quale invece funziona soltanto la testa, mentre il corpo tremola a causa di un incidente.
Il professor Federe decide di effettuare un trapianto: innesta il cervello del Barone Rosso nella testa di Carletto e viceversa. Per organizzare l'operazione all'ospedale psichiatrico, il Barone offre una vacanza premio.

## Produzione
Il cast è composito e comprende, secondo l'ordine sul manifesto: il cantante Alex Damiani nel ruolo del  professore, Lucia Cassini (caratterista napoletana con la paglietta), Pippo Barone, il protagonista, Renato Rutigliano, l'attrice Roberta Fregonese, “Il Teatraccio”, Tilde De Spirito, il duo “I Fatebenefratelli” costituito dai fratelli cabarettisti napoletani Edo  e Gigi Imperatrice.
In quest'ultimo "barzelletta movie" non è girato in terra partenopea, ma tra Lipari, Vulcano, Stromboli, Saline e Panarea in Sicilia, il cast di nomi noti della scena cabarettistica campana avrebbe dovuto dare il meglio: ma ciò non sempre avviene e la critica non è stata benevola.